# Municipio de Willow (condado de Greene)
El municipio de Willow (en inglés: Willow Township) es un municipio ubicado en el condado de Greene en el estado estadounidense de Iowa. En el año 2010 tenía una población de 133 habitantes y una densidad poblacional de 1,42 personas por km².

## Geografía
El municipio de Willow se encuentra ubicado en las coordenadas 41°54′25″N 94°34′16″O / 41.90694, -94.57111. Según la Oficina del Censo de los Estados Unidos, el municipio tiene una superficie total de 93.82 km², de la cual 93,82 km² corresponden a tierra firme y (0 %) 0 km² es agua.

## Demografía
Según el censo de 2010, había 133 personas residiendo en el municipio de Willow. La densidad de población era de 1,42 hab./km². De los 133 habitantes, el municipio de Willow estaba compuesto por el 99,25 % blancos y el 0,75 % eran de una mezcla de razas. Del total de la población el 0 % eran hispanos o latinos de cualquier raza.